# USS John L. Williamson (DE-370)
USS John L. Williamson (DE-370) là một tàu hộ tống khu trục lớp John C. Butler từng phục vụ cùng Hải quân Hoa Kỳ trong Chiến tranh Thế giới thứ hai. Nó là chiếc tàu chiến duy nhất của Hải quân Hoa Kỳ được đặt cái tên này, theo tên Binh nhất John Leon Williamson (1921–1942), người từng phục vụ cùng tàu tuần dương hạng nặng San Francisco (CA-38), đã tử trận trong trận Hải chiến Guadalcanal vào ngày 12 tháng 11, 1942 và được truy tặng Huân chương Chữ thập Hải quân. Nó đã phục vụ trong suốt Thế chiến II, được cho ngừng hoạt động sau khi xung đột chấm dứt vào năm 1946, rồi cuối cùng bị bán để tháo dỡ vào năm 1973. John L. Williamson được tặng thưởng hai Ngôi sao Chiến trận do thành tích phục vụ trong Thế Chiến II.

## Thiết kế và chế tạo
Lớp John C. Butler được thiết kế nhằm đáp ứng nhu cầu một số lượng lớn nhưng rẻ tiền của một kiểu tàu hộ tống chống tàu ngầm để hộ tống các đoàn tàu vận tải vượt đại dương. Chúng có chiều dài chung 306 foot (93,3 m), mạn tàu rộng 36 foot 10 inch (11,2 m) và mớn nước 13 foot 4 inch (4,1 m), trọng lượng choán nước tiêu chuẩn 1.350 tấn Anh (1.372 t), và lên đến 1.745 tấn Anh (1.773 t) khi đầy tải, với một thủy thủ đoàn bao gồm 14 sĩ quan và 201 thủy thủ. Con tàu được vận hành bởi hai turbine hơi nước hộp số Westinghouse; hơi nước được cung cấp bởi hai nồi hơi "D" Express, tạo ra công suất 12.000 mã lực càng (8.900 kW) và cho phép đạt được tốc độ tối đa 24 hải lý trên giờ (44 km/h; 28 mph). Nó có tầm hoạt động 6.000 hải lý (11.000 km; 6.900 mi) ở tốc độ đường trường 12 hải lý trên giờ (22 km/h; 14 mph).
Dàn vũ khí chính bao gồm hai tháp pháo 5-inch/38 caliber đa dụng nòng đơn, được dẫn đường bởi hệ thống điều khiển hỏa lực Mark 51; vũ khí phòng không gồm hai khẩu đội Bofors 40 mm L/60 nòng đôi và mười khẩu Oerlikon 20 mm nòng đơn cũng được dẫn đường bởi hệ thống Mark 51. Ngoài ba ống phóng ngư lôi 21 inch (533 mm), vũ khí chống ngầm bao gồm hai đường ray thả mìn sâu, tám máy phóng mìn sâu K-gun cùng một dàn súng cối chống ngầm Hedgehog. Con tàu được trang bị sonar kiểu QC, radar dò tìm mặt biển SL và radar dò tìm không trung SA.
John L. Williamson được đặt lườn tại xưởng tàu của hãng Consolidated Steel Corporation ở Orange, Texas vào ngày 22 tháng 5, 1944. Nó được hạ thủy vào ngày 29 tháng 8, 1944, được đỡ đầu bởi bà Sherman Register, chị của Binh nhất Williamson, và được cho nhập biên chế cùng Hải quân Hoa Kỳ vào ngày 31 tháng 10, 1944 dưới quyền chỉ huy của Hạm trưởng, Thiếu tá Hải quân John Edward Allen.

## Lịch sử hoạt động
Sau khi hoàn tất việc chạy thử máy huấn luyện tại khu vực Bermuda, John L. Williamson đi đến Boston, Massachusetts vào ngày 21 tháng 12, 1944 để được sửa chữa sau chạy thử máy, rồi chuẩn bị để được điều động sang khu vực Mặt trận Thái Bình Dương. Nó khởi hành vào ngày 3 tháng 1, 1945, băng qua kênh đào Panama trước khi đi đến San Diego, California vào ngày 19 tháng 1. Nó tiếp tục hành trình hướng sang khu vực quần đảo Hawaii, và đi đến Trân Châu Cảng vào ngày 28 tháng 1. Sau khi thực hành huấn luyện, con tàu lên đường vào ngày 2 tháng 3 để hộ tống một đoàn tàu vận tải đi sang Iwo Jima, đến nơi vào ngày 20 tháng 3 sau một chặng dừng tại Eniwetok. Nó tuần tra chống tàu ngầm trong bốn ngày chung quanh hòn đảo trước khi quay trở lại Eniwetok vào ngày 28 tháng 3.
Sau khi hoạt động tuần tra chống tàu ngầm tại Eniwetok trong một thời gian ngắn, John L. Williamson đi đến Majuro vào ngày 5 tháng 4, và hoạt động tại khu vực quần đảo Marshall trong ba tuần lễ. Nó bắn phá bờ biển kết hợp với hoạt động không kích và tuyên truyền để yêu cầu lực lượng đối phương còn trú đóng tại Mill, Alu và các đảo khác chấp nhận, bắt giữ tù binh và giải phóng thổ dân bản địa. Rời Majuro vào ngày 24 tháng 4, nó đi đến Ulithi năm ngày sau đó để hoạt động tuần tra, xen kẻ với những chuyến hộ tống các tàu chở quân đi đến Eniwetok. Lên đường vào ngày 15 tháng 7, nó hộ tống một đoàn tàu vận tải lớn đi sang Okinawa, đến nơi vào ngày 21 tháng 7, và tuần tra quanh hòn đảo trong hai ngày trước khi quay trở về Ulithi vào ngày 27 tháng 7. Nó còn thực hiện một chuyến đi khác sang Okinawa trong tháng 8, và đang có mặt tại Ulithi khi Nhật Bản chấp nhận đầu hàng vào ngày 15 tháng 8, giúp chấm dứt vĩnh viễn cuộc xung đột.
Lên đường vào ngày 22 tháng 8 để hướng sang Okinawa và Nhật Bản, John L. Williamson đi đến Wakayama vào ngày 14 tháng 9, hộ tống tàu bè băng qua eo biển và hoạt động cùng lực lượng chiếm đóng. Nó phụ trách vận chuyển thư tín giữa Wakayama và Yokosuka cho đến ngày 2 tháng 1, 1946, khi nó lên đường để quay trở về Hoa Kỳ, về đến San Francisco, California vào ngày 22 tháng 1.
John L. Williamson được cho xuất biên chế tại San Diego, California vào ngày 14 tháng 6, 1946 và đưa về Hạm đội Dự bị Thái Bình Dương, chuyển đến neo đậu tại Stockton, California từ tháng 1, 1947. Tên nó được cho rút khỏi danh sách Đăng bạ Hải quân vào ngày 15 tháng 9, 1970, và con tàu bị bán để tháo dỡ vào ngày 13 tháng 6, 1973.

## Phần thưởng
John L. Williamson được tặng thưởng hai Ngôi sao Chiến trận do thành tích phục vụ trong Thế Chiến II.
|                           |  |  |
| Bronze star · Bronze star |  |  |

| Huân chương Chiến dịch Hoa Kỳ                                           |                                      |                                         |
| Huân chương Chiến dịch Châu Á-Thái Bình Dương với 2 Ngôi sao Chiến trận | Huân chương Chiến thắng Thế Chiến II | Huân chương Phục vụ Chiếm đóng Hải quân |